# ウォルター・ウィザーズ
ウォルター・ウィザーズ（Walter Herbert Withers、1854年10月22日 - 1914年10月13日）はイギリス生まれのオーストラリアの画家である。オーストラリアにおける印象派の画家のグループ「ハイデルバーグ派」のメンバーの一人ともされる。

## 略歴
バーミンガムの Handsworthで生まれた。イギリス時代の仕事などは知られていない。農業で働くために27歳になった1882年にオーストラリアに移住し、18ヶ月ほど、農園で働いた後、メルボルンに移り印刷会社のイラストレーターの仕事に就き、単色の似顔絵などを描いた 。余暇に絵画の修行をし、メルボルンの展覧会に出展が認められるようになった。
1887年にヨーロッパに戻り、結婚し、パリに住み、私立の美術学校、アカデミー・ジュリアンで数か月学んだ後、1888年6月にオーストラリアに戻った。版画出版業者（Messrs Fergusson and Mitchell）から依頼を受けて下絵を描き、著述家フィン(Edmund Finn)の「メルボルンの年代記」(The Chronicles of Early Melbourne)の挿絵も描いた。
メルボルン郊外のキュー (Kew)やヤラ川の対岸のイーグルモント(Eaglemon)に住み、当時のオーストラリアを代表する画家たち、アーサー・ストリートン、チャールズ・コンダー、トム・ロバーツ、フレデリック・マッカビンらと友人になった。

オーストラリアに不況が訪れ、イラストレータの仕事は失った。画家、美術教師として働き、パーシー・リンゼー（Percy Lindsay)らの若いオーストラリアの画家たちに影響を与えた。
1897年にリチャード・ウィン(Richard Wynne)の寄付で、その年の最も優れたオーストラリアの風景画に贈られるウィン賞(Wynne Prize)が設けられ、その第１回の受賞者になった。1900年にもウィン賞を受賞した。1889年からビクトリア芸術家協会の評議員に選ばれ、1905年には1年間会長を務めた。

## 作品

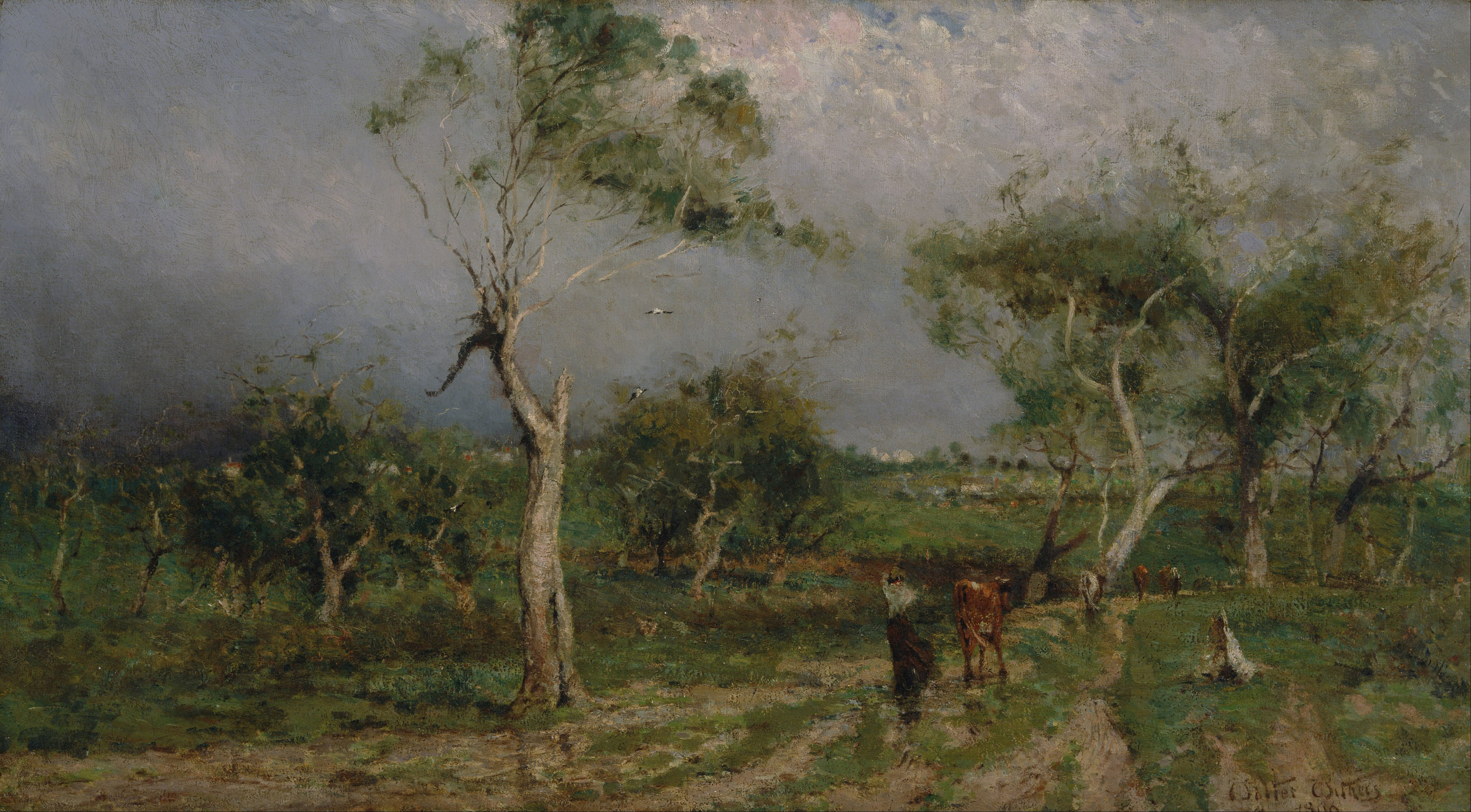
「嵐」(1896 :ウィン賞受賞)
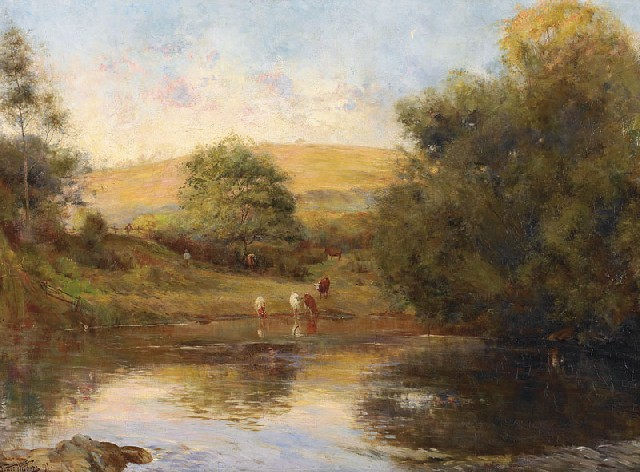
After the Heat of the Day(1891)
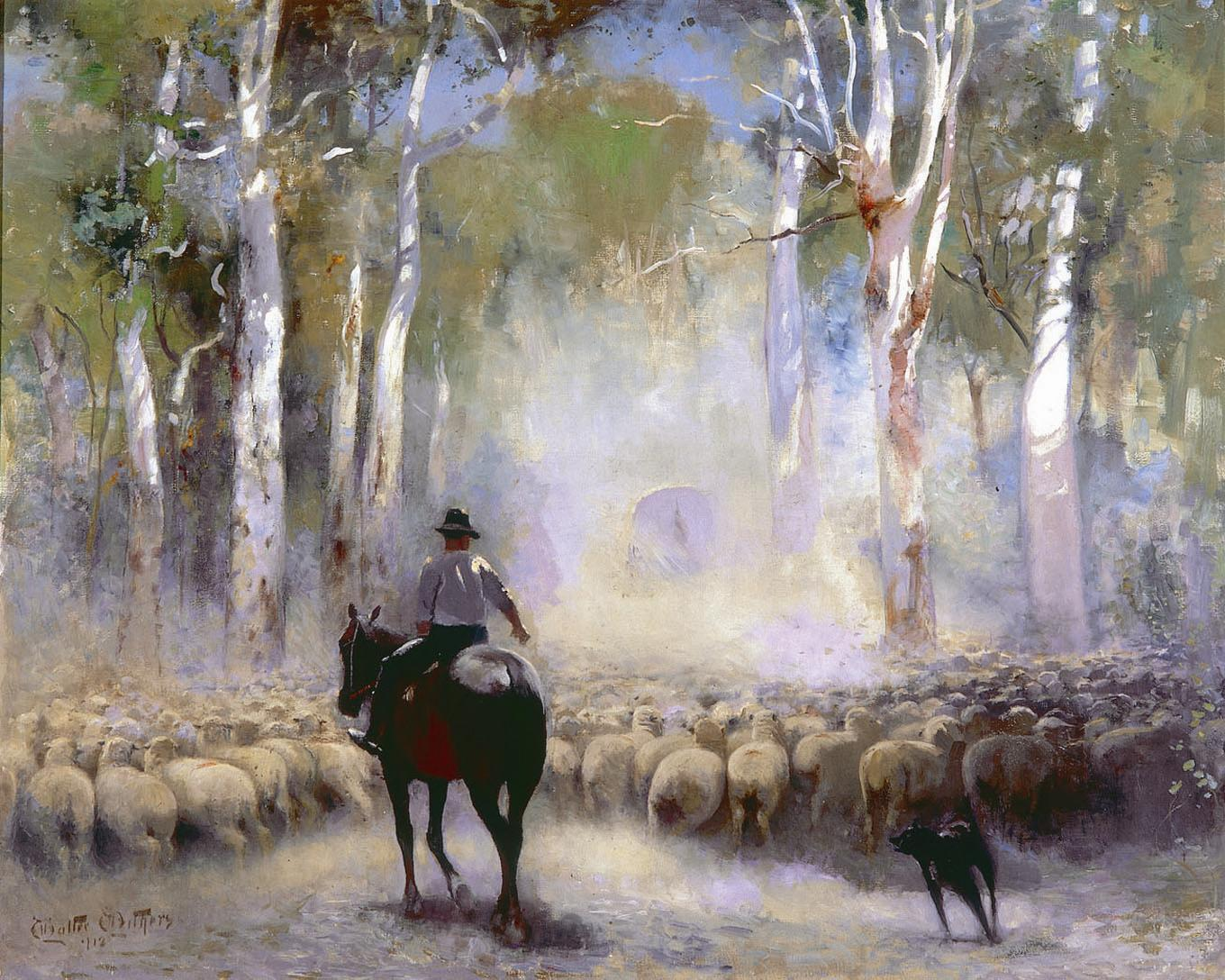
羊追い(The Drover}(1912)
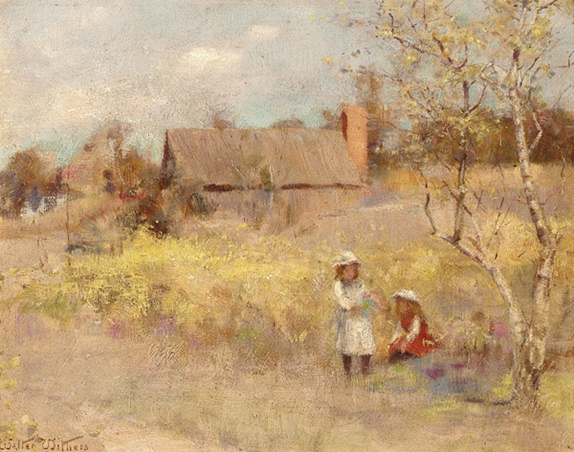
真夏 (1895)
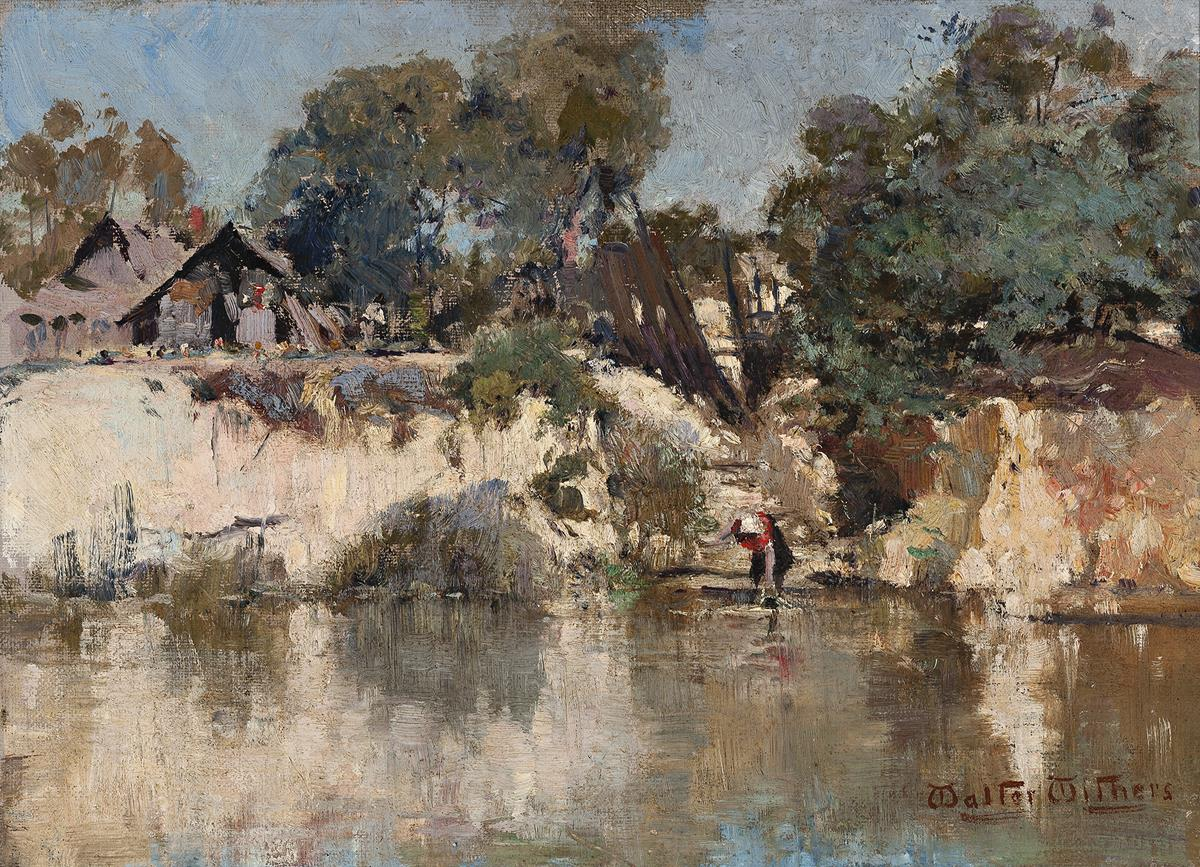
ヤラ川の小屋 (1898)
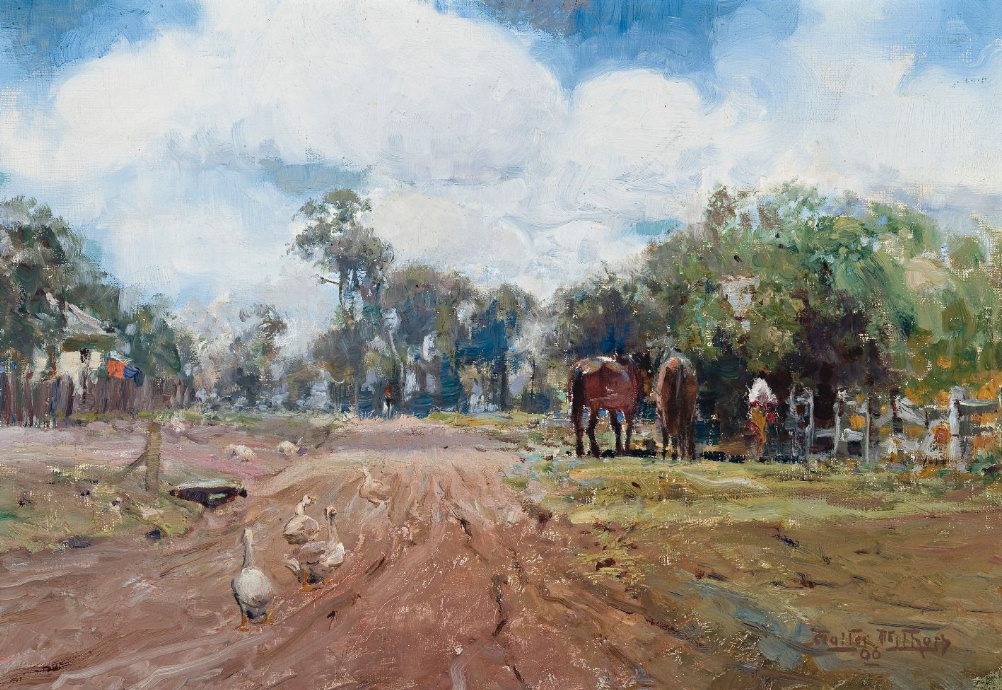
On the Eltham Road (1906)